# ألكوثير
بلدية القُصَير أو (نقحرة: ألكوثير) (بالإسبانية: Alcocer) هي بلدية تقع في مقاطعة وادي الحجارة التابعة لمنطقة قشتالة والمنجى وسط إسبانيا.

## الديموغرافيا
بلغ عدد سكان بلدية القُصَير 347 نسمة عام 2011 (وفقاً للمعهد الوطني الإسباني للإحصاء).
| 300 | 310 | 319 | 324 | 326 | 314 | 347 |